# Ischnomantis spinigera
Ischnomantis spinigera är en bönsyrseart som beskrevs av Schulthess-schindler 1898. Ischnomantis spinigera ingår i släktet Ischnomantis och familjen Mantidae. Inga underarter finns listade i Catalogue of Life.